# Hampsonodes aperiens
Hampsonodes aperiens là một loài bướm đêm trong họ Noctuidae.